# Baile flamenco
Ball flamenc o baile flamenco és una pintura a l'oli sobre tela feta per l'artista català Felip Masó i de Falp el 1890 i que es troba conservada actualment a la Biblioteca Museu Víctor Balaguer, amb el número de registre 877 d'ençà que va ingressar com a donació al museu.
La pintura mostra una escena habitual dins un cafè cantant: al centre, sobre una taula apareix una bailaora flamenca, amb uns volants blancs i un mantó o mocador de Manila vermell. A l'esquerra de la imatge apareix un torero amb una guitarra. Al costat esquerre hi apareix un home dret tocant un altre instrument, i continuant en aquest sentit apareix un altre home fent palmas flamencas. A l'altre costat de la pintura, a la dreta, apareix un home fumant i tocant la guitarra, i al seu costat, tancant la composició una dona jove tocant la pandereta.